# Синьоозерний масив
Синьоозе́рний маси́в — житловий масив у Подільському районі міста Києва, побудований за проектом архітектора Едуарда Більського.
Розташований західніше Виноградаря. Назву масив отримав від безстічного озера Синє, на березі якого був побудований.

## Історія
Забудова здійснювалася з 1981 року. Масив забудований 16-поверховими точковими великопанельними і 6-, 7-, 8-, 9-поверховими цегляними житловими будинками з криволінійними обрисами в плані. Тут є спеціалізована гімназія з поглибленим вивченням іноземних мов, ясла-садок, супермаркет, а біля озера пляж і водно-спортивний комплекс. У південній частині масиву розташовані гаражні кооперативи.

## Транспорт
Найближчі до масиву станції Київського метрополітену — «Сирець» та «Мінська». В перспективі планується будівництво станції «Синьоозерна» Сирецько-Печерської лінії, яка буде розташована поблизу на перетині проспекту Правди і проспекту Георгія Гонгадзе.